# 朴甲東
朴甲東（韓語：박갑동，1919年2月—），北韓政治人物，後來被該國當時的最高領導人金日成肅清而逃亡到日本。

## 經歷
朴甲東出生於朝鮮半島的慶尚南道，中學時期曾因反對日本殖民政府而被逮捕及被迫退學。此後，朴甲東到日本留學，並在1941年於早稻田大學政治經濟學系畢業。翌年，他返回朝鮮半島從事獨立運動工作。1945年，他成立朝鮮獨立同志會，又在《解放日報》當記者。1950年4月，他加入南朝鮮劳动党，在遭到當地政府多番的打壓下，他與黨員逃亡到北韓，並成為朝鮮勞動黨成員。隨後，他被委任為宣傳部長。然而，在1953年，他被金日成指為「美國間諜」而遭到監禁，等待处决期间，于1956年去斯大林化运动后获释，1957年，成功從北韓流亡日本。
來到日本後，朴甲東出版了多部關於北韓實況的書籍。1992年，他與另一名從北韓出逃的軍人李相朝成立以打倒金氏政權為宗旨的朝鮮民主統一救國戰線，並當選該組織的委員長。2006年4月13日夜，他在東京街頭受到襲擊，但無大礙。

## 逸事
他曾指金成柱和金日成並非同一人，指出金成柱只是冒用金日成之名。